# Mangobo
Mangobo est une commune de l'ouest de la ville de Kisangani en République démocratique du Congo. Elle était connue sous le nom de commune belge I au temps du Congo belge. Elle est située à proximité du fleuve Congo et de la rivière Tshopo.

## Bourgumestre
- Nestor Angaliya

## Quartiers
- Alur
- Babali
- Baboa
- Bamanga
- Bambole
- Bangwandi
- Basoko
- Baema
- Mabudu
- Mingazi
- Sotraco
- Balese
- Mambiza
- Turumbu
- Medje
- Mituku
- Matete
- Citez boyoma
- Lokele
- Limanga
- Walengola
- Wagenia

## Édifices et monuments
Les monuments de la commune mangobo:
- Statue Patrice Emery Lumumbaau au rond point sisi kwa sisi [2].
- Paroisse Christ est roi
- Cercle d'Etat
- Stade Molunge

## Éducation
Les écoles suivantes se trouvent dans la commune Mangobo:  
- C.S. Anuarite
- EP. Lumbulumbu
- EP. Mituku
- Institut de Mangobo
- Complexe Scolaire la verite
- Marie reine
- EP. Balese
- Buane

## Anciens bourgmestres
- Constant BOLAMBA SAILE
- Nestor ANGALIALOMBOMBA

## Célébrités
- Gatho Beevans
- Dieu merci ngolu
- Pastonie yaweli
- Devo bolila